# (1117) Reginita
(1117) Reginita – planetoida z pasa głównego asteroid okrążająca Słońce w ciągu 3 lat i 136 dni w średniej odległości 2,25 au. Została odkryta 24 maja 1927 roku w obserwatorium w Barcelonie przez Josepa Comasa Solę. Nazwa planetoidy pochodzi od imienia bratanicy/siostrzenicy odkrywcy. Przed nadaniem nazwy planetoida nosiła oznaczenie tymczasowe (1117) 1927 KA.